# 塞米迪群島

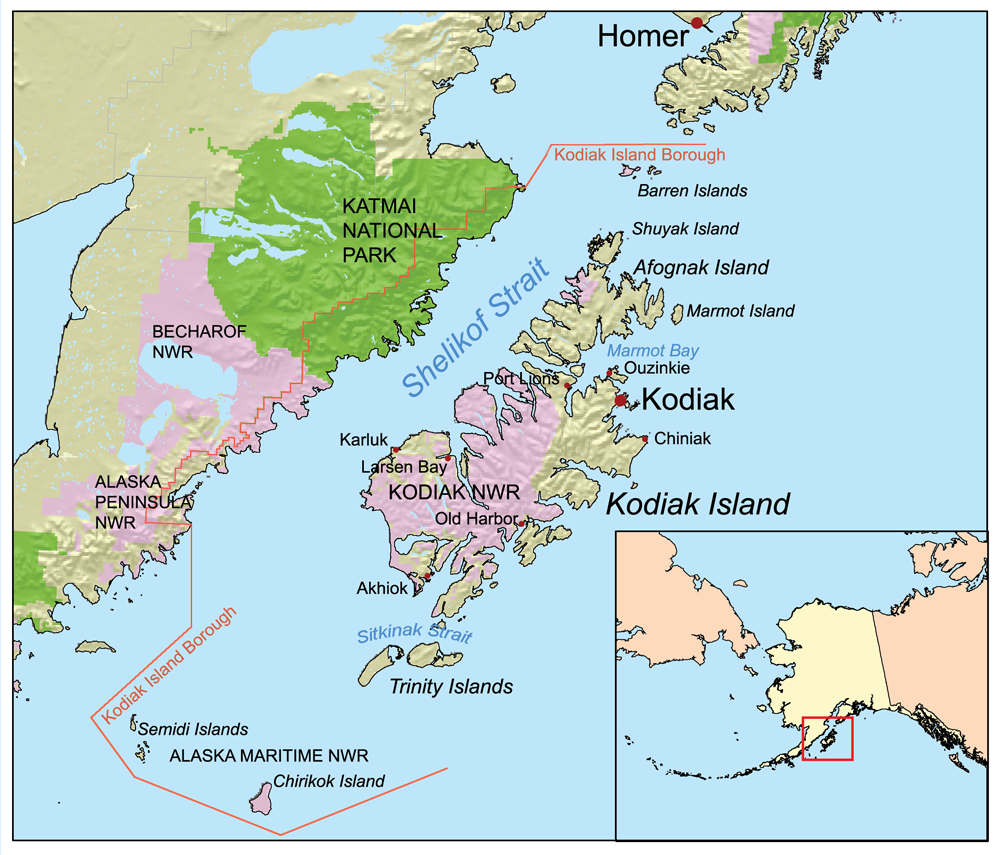
塞米迪群島位於圖左下方

塞米迪群島是美國阿拉斯加州的群島，位於科迪亞克島西南的阿拉斯加灣，由9座島嶼組成，由科迪亞克島自治市鎮管轄，總土地面積30.18平方公里，群島上無人居住。
56°03′43″N 156°41′54″W / 56.06194°N 156.69833°W